# Спецификация требований программного обеспечения
Спецификация требований программного обеспечения (англ. software requirements specification, SRS) — структурированный набор требований/запросов (функциональность, производительность, конструктивные ограничения и атрибуты) к программному обеспечению и его внешним интерфейсам. (Определение на основе IEEE Std 1012:2004)
Предназначен для того, чтобы установить базу для соглашения между заказчиком и разработчиком (или подрядчиками) о том, как должен функционировать программный продукт.
Может включать ряд пользовательских сценариев (англ. use cases), которые описывают варианты взаимодействия между пользователями и программным обеспечением.
Пользовательские сценарии являются средством представления функциональных требований. В дополнение к пользовательским сценариям, спецификация также содержит нефункциональные требования, которые налагают ограничения на дизайн или реализацию (такие как требования производительности, стандарты качества, или проектные ограничения).
В стандарте ISO/IEC/IEEE 29148:2011, который пришел на смену устаревшему IEEE 830, содержится рекомендации к структуре и методам описания программных требований — «Recommended Practice for Software Requirements Specifications».

## Пример организации структуры SRS на основе стандарта ISO/IEC/IEEE 29148:2011[1]
- Введение
  - Цели
  - Соглашения о терминах
  - Предполагаемая аудитория и последовательность восприятия
  - Масштаб проекта
  - Ссылки на источники

- Общее описание
  - Видение продукта
  - Функциональность продукта
  - Классы и характеристики пользователей
  - Среда функционирования продукта (операционная среда)
  - Рамки, ограничения, правила и стандарты
  - Документация для пользователей
  - Допущения и зависимости

- Функциональность системы
  - Функциональный блок X (таких блоков может быть несколько)
    - Описание и приоритет
    - Причинно-следственные связи, алгоритмы (движение процессов, workflows)
    - Функциональные требования

- Требования к внешним интерфейсам
  - Интерфейсы пользователя (UX)
  - Программные интерфейсы
  - Интерфейсы оборудования
  - Интерфейсы связи и коммуникации

- Нефункциональные требования
  - Требования к производительности
  - Требования к сохранности (данных)
  - Требования к качеству программного обеспечения
  - Требования к безопасности системы
  - Требования на интеллектуальную собственность

- Прочее
  - Приложение А: Глоссарий
  - Приложение Б: Модели процессов и предметной области и другие диаграммы
  - Приложение В: Список ключевых задач

## Шаблон организации структуры SRSна основеRUP
1. Введение	
  1. Цели
  2. Обзор
  3. Определения, сокращения, термины
  4. Ссылки
  5. Обзор
2. Общее описание
3. Требования
  1. Функциональность
    1. <Функциональное требование первое>

  2. Удобство использования
    1. <Требование по удобству использования первое>

  3. Надежность
    1. <Требование к надежности первое>

  4. Производительность
    1. <Требование к производительности первое>

  5. Поддерживаемость
    1. <Требование к поддерживаемости первое>

  6. Проектные ограничения 
    1. <Проектное ограничение первое>

  7. Требования по документированности и поддержке пользователей
  8. Заимствованные компоненты
  9. Интерфейсы
    1. Пользовательские интерфейсы
    2. Аппаратные интерфейсы
    3. Программные интерфейсы
    4. Коммуникационные интерфейсы

  10. Лицензионные соглашения
  11. Необходимые замечания по законодательству, авторским правам и прочие
  12. Применяемые стандарты
4. Сопроводительная информация